# London Express
London Express es el segundo álbum de estudio de la cantante mexicana de rock alternativo Elan. London Express busca su raíz en la música de The Beatles, la cual Elan ha descrito como "la única banda que realmente cambió todo".
El primer sencillo del álbum fue el track Be Free.

## Lista de canciones
1. Be Free (5:07)
2. Whatever It Takes (3:54)
3. Don't Worry (3:04)
4. Devil in Me (5:16)
5. Like Me (3:31)
6. London Express (3:03)
7. This Fool's Life (3:39)
8. Nobody Knows (7:14)
9. Someday I Will Be (5:17)
10. The Big Time (3:34)
11. Glow (3:56)
12. Sweet Little You (3:05)
13. Get Your Blue (4:54)

## Sencillos
- Be Free
- This Fool's Life
- Whatever It Takes